# Raphael Alves

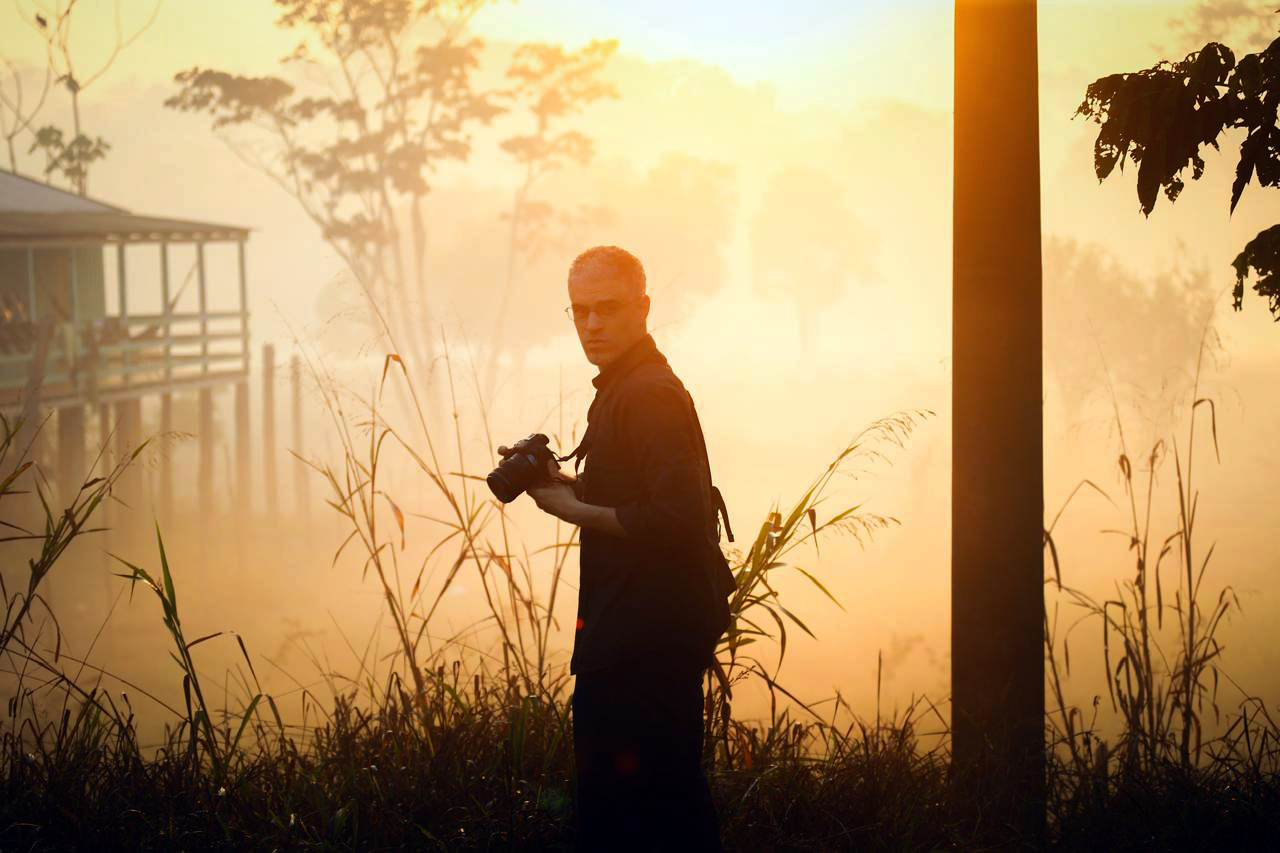
O fotógrafo Raphael Alves. Careiro da Várzea, Amazonas, Brasil. 6 de setembro de 2023. Foto: Edmar Barros

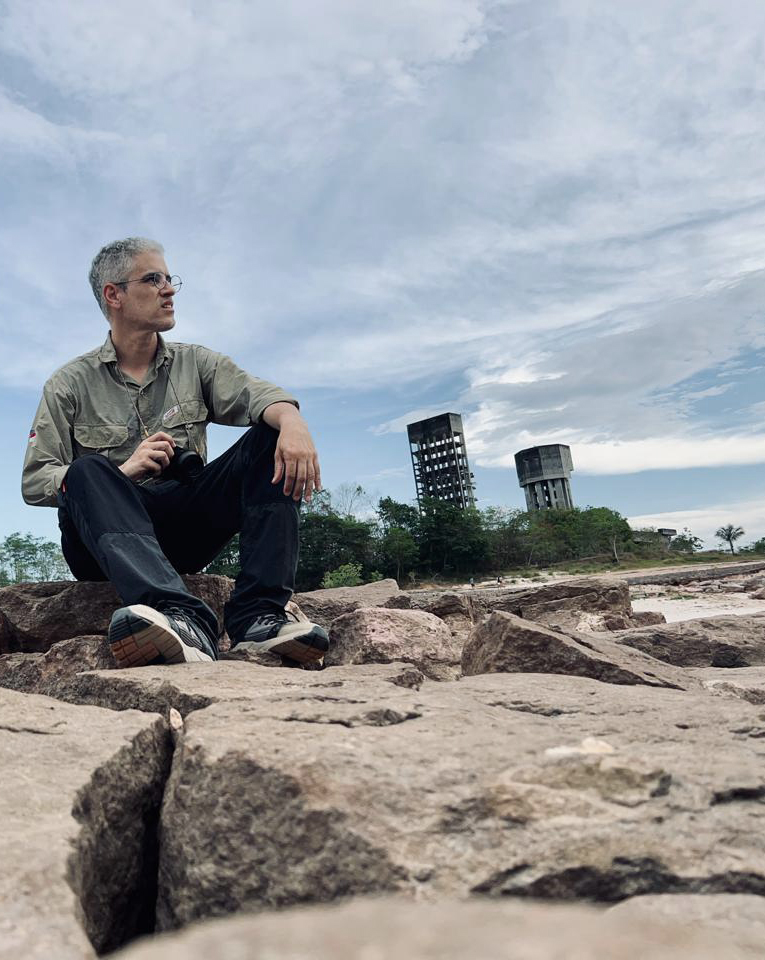
O fotógrafo Raphael Alves em Manaus, Amazonas, Brasil. 6 de outubro de 2024.

Raphael Alves (Manaus, Amazonas, 1982) é um fotógrafo brasileiro que estudou Comunicação Social com habilitação em Jornalismo na Universidade Federal do Amazonas, Fotografia na Universidade Estadual de Londrina e Artes Visuais no Serviço Nacional de Aprendizagem Comercial - SENAC. Fez o seu mestrado em Fotojornalismo e Fotografia Documental na London College of Communication, no Reino Unido.

## Percurso profissional
Além de colaborar com agências e diversos títulos brasileiros e internacionais, é membro do projeto Everyday Brasil. Seus projetos autorais são dedicados à compreensão do papel e posicionamento do ser humano no espaço dividido pela natureza e a cidade.
Alves foi premiado em diversas circunstâncias, do que se destaca a 31.ª edição do 'The Best of Journalism da Society for News Design', 2010. Também ganhou o prémio Fiema de Jornalismo Ambiental, em 2010. Em 2012, recebeu uma menção honrosa na Concurso Cultural Leica Fotografe. Em 2013, foi um dos selecionados na 'Convocatoria Iberoamericana de Proyectos Fotográficos Saltando Muros', organizada pela Fundación Fondo Internacional de las Artes e a Secretaría General Iberoamericana. Em 2014, o seu trabalho “Limites Imprecisos” foi premiado com o primeiro lugar no 'Leica X Photo Contest'. Em 2015, recebeu o prémio Fapeam de Jornalismo Científico na categoria Fotojornalismo.
Em 2017, foi premiado no POY Latam. Em 2018, recebeu uma menção honrosa no Primer - Prémio de Fotografía Internacional 'Memoria Visible'. Em 2020, foi premiado na convocatória do BarTur Photo Award e no edital do Itaú Cultural "Arte como Respiro". Em 2021, foi premiado com o primeiro lugar na categoria "La pandemia en Ibero America" no POY Latam. No mesmo ano, recebeu menção honrosa no Siena Photo Awards, venceu o XXVII Concurso Latinoamericano de Fotografía Documental e foi contemplado com a bolsa editorial da Getty Images.
Em 2022, seu trabalho foi premiado no POYi. No mesmo ano, seu trabalho recebeu o terceiro lugar no Prémio Fundação Conrado Wessel (FCW) de Fotografia. Em 2023, foi um dos premiados no BarTur Photo Award e arrecadou o primeiro lugar no Prémio “Somos – Imagens da Lusofonia".. Também em 2023, ficou em primeiro lugar na categoria ‘Clima’, do Concurso de Fotos 2023 promovido pela The Nature Conservancy (TNC), com uma fotografia que retrata os extremos da seca e da cheia dos rios.
Em 2024, seu trabalho esteve na lista final da categoria Documentário do Prémio Sony Awards Photography.

## Livros
- 2021 - "Insulae", Artisan Raw Books, Brasil ISBN 978-65991-632-9-6[10]
- 2024 - "Riversick", Photo Things, Brasil